# Tommy Townsend
Thomas Townsend (Orlando, 12 novembre 1996) è un giocatore di football americano statunitense che milita nel ruolo di punter per gli Houston Texans della National Football League (NFL).

## Carriera

### Kansas City Chiefs
Townsend al college giocò a football a Tennessee e a Florida. Dopo non essere stato scelto nel Draft NFL 2020 firmò con i Kansas City Chiefs. Debuttò come professionista nel primo turno vinto contro gli Houston Texans calciando 3 punt a una media di 45,3 yard l'uno. Nel 15º turno vinto contro i New Orleans Saints calciò tre punt dentro le 20 yard avversarie, venendo premiato come giocatore degli special team della AFC della settimana. A fine stagione fu inserito nella formazione ideale dei rookie dalla Pro Football Writers Association.
Nel 2022 Townsend fu convocato per il suo primo Pro Bowl e inserito nel First-team All-Pro. Il 12 febbraio 2023, nel Super Bowl LVII vinto contro i Philadelphia Eagles per 38-35, calciò due punt a una media di 31,5 yard l'uno, conquistando il suo primo titolo.

### Houston Texans
Il 15 marzo 2024 Townsend firmò un contratto biennale con gli Houston Texans.

## Palmarès

### Franchigia
- Super Bowl : 2

Kansas City Chiefs: LVII, LVIII
- American Football Conference Championship: 3

Kansas City Chiefs: 2020, 2022, 2023

### Individuale
- Convocazioni al Pro Bowl: 1

2022
- First-team All-Pro: 1

2022
- Giocatore degli special team della AFC del mese: 1

settembre 2022
- Giocatore degli special team della AFC della settimana: 1

15ª del 2020
- PFWA All-Rookie Team - 2020